# Angel Dust (Marvel Comics)
Angel Dust, il cui vero nome è Christina, è un personaggio mutante immaginario che appare nei fumetti americani pubblicati da Marvel Comics. Creata dallo scrittore Geoff Johns e dall'artista Shawn Martinbrough, la sua prima apparizione fu in Morlock # 1 (giugno 2002).
Angel Dust è interpretata da Gina Carano nel film Deadpool.

## Biografia del personaggio
Quando l'impaurita giovane mutante Angel Dust scappò per unirsi alla fazione di Chicago dei Morlock, si lasciò alle spalle i suoi genitori frenetici, che non avevano idea di dove fosse andata e perché li avesse lasciati.
Dopo che Angel Dust e gli altri Morlock giurarono di aiutarsi a vicenda nei propri affari, tornò a casa per raccontare ai suoi genitori la verità, pensando che questi la volessero allontanare per sempre a causa della sua natura di mutante. Con sua grande sorpresa, i suoi genitori l'accettarono per quello che era: tuttavia il suo ritorno definitivo avvenne solo dopo che aver aiutato i suoi compagni sconfiggere una base delle Sentinelle.
Angel Dust confermò di aver perso i suoi poteri dopo gli eventi della "Decimazione" del 2005.

## Poteri e abilità
Angel Dust ha la capacità di aumentare i suoi livelli di adrenalina, guadagnando forza sovrumana per un breve periodo. La sua forza varia dall'essere in grado di sollevare 400 kg a 25 tonnellate, a seconda del livello di adrenalina. La sua velocità, agilità e resistenza sono migliorate. Tuttavia, può utilizzare  i suoi poteri per un breve periodo prima di stancarsi. Quando usa i suoi poteri, delle linee scure appaiono sul suo viso.

## Altri media

### Cinema
Gina Carano interpreta Angel Dust in Deadpool. In questa versione anziché essere una supereroina adolescente con abilità mutanti naturali, è una donna adulta che ha ottenuto i suoi poteri attraverso la sperimentazione con Ajax, per la quale lavora. Inoltre, i suoi poteri non sembrano dipendere da un temporaneo aumento di adrenalina. I limiti della sua forza fisica sembrano essere più elevati nella versione cinematografica essendo in grado di sostenere un combattimento corpo a corpo con Colosso.